# آنتونیو روما
آنتونیو روما (اسپانیایی: Antonio Roma‎؛ ۱۳ ژوئیهٔ ۱۹۳۲ – ۲۰ فوریهٔ ۲۰۱۳) یک بازیکن فوتبال و دروازه‌بان اهل آرژانتین بود.
از باشگاه‌هایی که در آن بازی کرده‌است می‌توان به بوکا جونیورز اشاره کرد.
وی همچنین در تیم ملی فوتبال آرژانتین بازی کرده‌است.